# Dysgonia algira
Passagère
Espèce
La Passagère (Dysgonia algira) est une espèce de lépidoptères (papillons) nocturnes de la famille des Erebidae. On la trouve en Europe - dont la France (surtout en Europe du Sud), en Afrique du Nord et au Moyen-Orient.

## Synonymes
- Phalaena algira Linnaeus, 1767
- Noctua triangularis Hübner, [1803]
- Ophiusa albivitta Guenée, 1852
- Ophiusa festina Walker, 1858
- Ophiusa olympia Swinhoe, 1885
- Grammodes algira var. europa Schawerda, 1912
- Grammodes algira f. defecta Stauder, 1923
- Parallelia algira sinica Bryk, 1949
- Dysgonia achatina Sulzer, 1776
- Dysgonia defecta (Stauder, 1923)

## Description
Son envergure varie de 40 à 46 mm. Le papillon vole de mai à juin suivant les endroits.
La larve se nourrit sur Rubus (les ronces) et Salix (les saules).